# Giuseppe Servolini
Giuseppe Servolini, noto anche come Sorbolini, (1748 – 1834) è stato un pittore italiano, attivo principalmente a Firenze.

## Biografia
Divenne professore all'Accademia del disegno di Firenze nel 1791. Dipinse un crocifisso ligneo per la chiesa di Santa Felicita, affrescò le sale pompeiane al primo piano della Palazzina Reale delle Cascine, insieme a Giovanni Orlandini contribuì a ridecorare l'interno a mosaico del Battistero di Firenze nel 1782,  affrescò una Madonna, bambino e San Giovanni Battista per l' Oratorio della Confraternita Di San Niccolò Del Ceppo. Sue opere sono presenti nella chiesa di Santa Maria Maddalena dei Pazzi.